# Helene Tursten
Helene Tursten (née le 17 février 1954 à Göteborg) est un auteur suédois de romans policiers. Le personnage principal dans ses romans est l'inspecteur Irene Huss.

## Biographie
Avant d'écrire, Helene Tursten a travaillé comme infirmière, dentiste et traductrice. Elle est aujourd'hui principalement connue pour sa série de romans policiers consacrés à l'inspectrice Irene Huss. Inaugurée avec Den krossade tanghästen en 1998, cette série compte aujourd'hui dix romans. Trois livres ont été traduits en France : Tatuerad torso (Un torse dans les rochers), Glasdjävulen (Le Diable de verre) et Guldkalven (Le Silence des corps). En Suède, les histoires de l'inspectrice Irene Huss ont fait l'objet de douze adaptations sous le format téléfilm.

## Œuvre

### Romans

#### SérieIrene Huss
- Den krossade tanghästen (1998)
- Tatuerad torso (2000) Publié en français sous le titre Un torse dans les rochers, Paris, Michel Lafon, 2008, réédition J’ai Lu Policier, 2012, traduction d’Hélène Hervieu.
- Glasdjävulen (2002) Publié en français sous le titre Le Diable de verre, Paris, Michel Lafon, 2010, réédition J’ai Lu Policier, 2012, traduction d’Hélène Hervieu.
- Nattrond (1999)
- Guldkalven (2004) Publié en français sous le titre Le Silence des corps, Paris, Michel Lafon, 2011, traduction d’Hélène Hervieu.
- Eldsdansen (2005)
- En man med litet ansikte (2007)
- Det lömska nätet (2008)
- Den som vakar i mörkret (2010)
- I skydd av skuggorna (2012)

#### SérieEmbla Nyström
- Jaktmark (2014)
- Sandgrav (2016)
- Snödrev (2018)

## Adaptations

### À la télévision
- 2007 : Irene Huss – Tatuerad torso
- 2008 : Irene Huss - Guldkalven
- 2008 : Irene Huss - Eldsdansen
- 2008 : Irene Huss - Glasdjävulen
- 2008 : Irene Huss - Nattrond
- 2008 : Irene Huss - Den krossade tanghästen
- 2011 : Irene Huss - Jagat vittne
- 2011 : Irene Huss - I skydd av skuggorna
- 2011 : Irene Huss - Tystnadens cirkel
- 2011 : Irene Huss - En man med litet ansikte
- 2011 : Irene Huss - Det lömska nätet
- 2011 : Irene Huss - Den som vakar i mörkret